# Opacifrons mirabilis
Opacifrons mirabilis är en tvåvingeart som först beskrevs av Papp 1973.  Opacifrons mirabilis ingår i släktet Opacifrons och familjen hoppflugor.
Artens utbredningsområde är Mongoliet. Inga underarter finns listade i Catalogue of Life.